# Stefano Bonometti
Stefano Bonometti (Brescia, 30 dicembre 1961) è un allenatore di calcio, dirigente sportivo ed ex calciatore italiano, di ruolo centrocampista.

## Caratteristiche tecniche
Mediano o terzino, veniva utilizzato con compiti di marcatura, spesso sulla mezzapunta avversaria, come nel caso di Michel Platini e Diego Armando Maradona.

## Carriera

### Giocatore

Bonometti (a sinistra) in maglia bresciana nel 1987 mentre duella con lo juventino Platini.

Cresciuto nel Brescia, società nella quale è arrivato all'età di tredici anni, ha esordito in serie B nel torneo 1978-1979 con l'allenatore Luigi Simoni a diciassette in Brescia-Sambenedettese (0-0). Con la maglia bresciana gioca per diciassette stagioni, quasi tutta la sua carriera, con l'unico intermezzo di un'annata nell'Ancona, in Serie B, a causa di incomprensioni con l'allenatore Varrella. Già nel 1980 aveva lasciato temporaneamente Brescia, prestato alla Lazio per partecipare al Torneo di Viareggio, perso in finale contro il Dukla Praga. Nel 1996 chiude la carriera professionistica, a cui fa seguire una stagione nel Campionato Nazionale Dilettanti con il Tecnoleno.
Detiene il record di presenze con la maglia delle Rondinelle: 423 partite in campionato tra serie A, B e C1. Nel suo palmarès la conquista con il Brescia quattro promozioni dalla serie B alla serie A e una dalla C1 alla B; ha inoltre conquistato da capitano il Trofeo Anglo-Italiano nel 1994.

### Allenatore e dirigente
Dopo la fine della carriera agonistica ha intrapreso la carriera di allenatore, nelle giovanili del Brescia. Nel 2001 sostituisce Stefano Maccoppi sulla panchina del Fiorenzuola, in Serie C2. Nella stagione successiva rimane inattivo per frequentare il corso di Coverciano, e in seguito guida la formazione Berretti dell'Inter. Dal 2004 al 2011 è al Montichiari, prima come allenatore (2004-2007) e poi come direttore generale, dove conquista una promozione in Serie C2 (2008) e uno Scudetto Dilettanti (2010).
Il 2 maggio 2011 ha ottenuto la qualifica di direttore sportivo, ruolo che nella stagione 2011-2012 ricopre al Mantova. Il 29 gennaio 2012 viene licenziato dall'incarico, a causa di contrasti con la dirigenza.

## Statistiche

### Presenze e reti nei club
| Stagione        | Squadra         | Campionato      | Campionato | Campionato | Coppe nazionali | Coppe nazionali | Coppe nazionali | Coppe continentali | Coppe continentali | Coppe continentali | Altre coppe | Altre coppe | Altre coppe | Totale | Totale |
| Stagione        | Squadra         | Comp            | Pres       | Reti       | Comp            | Pres            | Reti            | Comp               | Pres               | Reti               | Comp        | Pres        | Reti        | Pres   | Reti   |
| --------------- | --------------- | --------------- | ---------- | ---------- | --------------- | --------------- | --------------- | ------------------ | ------------------ | ------------------ | ----------- | ----------- | ----------- | ------ | ------ |
| 1978-1979       | Brescia         | B               | 2          | 0          | CI              | 0               | 0               | -                  | -                  | -                  | -           | -           | -           | 2      | 0      |
| 1979-1980       | Brescia         | B               | 8          | 1          | CI              | 0               | 0               | -                  | -                  | -                  | -           | -           | -           | 8      | 1      |
| 1980-1981       | Brescia         | A               | 5          | 0          | CI              | 1               | 0               | -                  | -                  | -                  | -           | -           | -           | 6      | 0      |
| 1981-1982       | Brescia         | B               | 24         | 0          | CI              | 3               | 0               | -                  | -                  | -                  | -           | -           | -           | 27     | 0      |
| 1982-1983       | Brescia         | C1              | 21         | 0          | CI+CISC         | 3+?             | 0+?             | -                  | -                  | -                  | -           | -           | -           | 24+    | 0+     |
| 1983-1984       | Brescia         | C1              | 32         | 0          | CISC            | ?               | ?               | -                  | -                  | -                  | -           | -           | -           | 32+    | 0+     |
| 1984-1985       | Brescia         | C1              | 34         | 7          | CI+CISC         | 5+?             | 0+?             | -                  | -                  | -                  | -           | -           | -           | 39+    | 7+     |
| 1985-1986       | Brescia         | B               | 38         | 2          | CI              | 4               | 1               | -                  | -                  | -                  | -           | -           | -           | 42     | 3      |
| 1986-1987       | Brescia         | A               | 28         | 3          | CI              | 3               | 1               | -                  | -                  | -                  | -           | -           | -           | 31     | 4      |
| 1987-1988       | Brescia         | B               | 35         | 1          | CI              | 4               | 0               | -                  | -                  | -                  | -           | -           | -           | 39     | 1      |
| 1988-1989       | Brescia         | B               | 36+1       | 2+0        | CI              | 8               | 0               | -                  | -                  | -                  | -           | -           | -           | 45     | 2      |
| Totale Brescia  | Totale Brescia  | Totale Brescia  | 264        | 15         |                 | 31+             | 2+              |                    | -                  | -                  |             | -           | -           | 295+   | 17+    |
| 1989-1990       | Ancona          | B               | 30         | 3          | CI              | 1               | 0               | -                  | -                  | -                  | -           | -           | -           | 31     | 3      |
| 1990-1991       | Brescia         | B               | 34         | 3          | CI              | 4               | 0               | -                  | -                  | -                  | -           | -           | -           | 38     | 3      |
| 1991-1992       | Brescia         | B               | 32         | 1          | CI              | 4               | 1               | -                  | -                  | -                  | -           | -           | -           | 36     | 2      |
| 1992-1993       | Brescia         | A               | 29         | 0          | CI              | 2               | 0               | -                  | -                  | -                  | -           | -           | -           | 31     | 0      |
| 1993-1994       | Brescia         | B               | 25         | 6          | CI              | 3               | 0               | CAI                | 1+                 | 0+                 | -           | -           | -           | 29+    | 6+     |
| 1994-1995       | Brescia         | A               | 19         | 0          | CI              | 1               | 0               | -                  | -                  | -                  | -           | -           | -           | 20     | 0      |
| 1995-1996       | Brescia         | B               | 20         | 1          | CI              | 1               | 0               | -                  | -                  | -                  | -           | -           | -           | 21     | 1      |
| Totale Brescia  | Totale Brescia  | Totale Brescia  | 159        | 11         |                 | 16              | 1               |                    | 1+                 | 0+                 |             | -           | -           | 175+   | 12+    |
| 1996-1997       | Tecnoleno       | CND             | 21         | 2          | CID             | ?               | ?               | -                  | -                  | -                  | -           | -           | -           | 21+    | 2+     |
| Totale carriera | Totale carriera | Totale carriera | 474        | 31         |                 | 48+             | 3+              |                    | -                  | -                  |             | -           | -           | 523+   | 33+    |

## Palmarès

### Giocatore

#### Competizioni nazionali
- Campionato italiano Serie C1: 1

Brescia: 1984-1985 (girone A)
- Campionato italiano di Serie B: 1

Brescia: 1991-1992

#### Competizioni internazionali
- Coppa Anglo-Italiana: 1

Brescia: 1993-1994